# Bulbophyllum erythrostictum
Bulbophyllum erythrostictum là một loài phong lan thuộc chi Bulbophyllum.